# 3-Méthyl-2-oxobutanoate déshydrogénase
La 3-méthyl-2-oxobutanoate déshydrogénase, ou alpha-cétoisovalérate déshydrogénase, est une oxydoréductase faisant partie du complexe 3-méthyl-2-oxobutanoate déshydrogénase dont elle est l'enzyme E1. Cette enzyme a pour fonction de fixer une molécule d'alpha-cétoisovalérate sur un lipoamide avec l'aide d'une thiamine pyrophosphate (TPP) et libération de CO2. Elle fait partie du complexe 3-méthyl-2-oxobutanoate déshydrogénase, dont elle est l'enzyme E1, complexe qui réalise la conversion de l'α-cétovaline en Isobutyryl-CoA et CO2 :
|              | + CoA-SH + NAD+ → NADH + H+ + CO2 + |                |
| α-Cétovaline |                                     | Isobutyryl-CoA |

Le mécanisme de cette réaction, qui fait intervenir successivement les enzymes E1, E2 et E3, chacune avec ses cofacteurs, est assez complexe, et peut être résumé par le schéma simplifié ci-dessous :
| Mécanisme réactionnel du complexe 3-méthyl-2-oxobutanoate déshydrogénase (CH2R = CH(CH3)2 sur ce schéma) : - la 3-méthyl-2-oxobutanoate déshydrogénase (E1) catalyse les étapes A et B avec la thiamine pyrophosphate (TPP) ; - la dihydrolipoyl transacylase (E2) catalyse l'étape C avec le lipoamide et la coenzyme A (CoA-SH) ; - la dihydrolipoyl déshydrogénase (E3) catalyse les étapes D et E avec le FAD et le NAD+. |